# Kalaallit
Los kalaallits constituyen el grupo más numeroso de los inuits groenlandeses y se concentran en Kitaa. También es un término contemporáneo del idioma groenlandés para designar a los indígenas que viven en Groenlandia, isla también nombrada Kalaallit Nunaat. El término en singular es kalaaleq, y forman parte de los inuit del Ártico. El lenguaje de los inuits en Groenlandia es el kalaallisut.

## Nombre
Probablemente adaptado del nombre Skræling, Históricamente Kalaallit se refería a los groenlandeses occidentales. En cambio, los groenlandeses del norte y del este se llaman a sí mismos inughuit y tunumiit, respectivamente. Aproximadamente entre el 80 % y el 88 % de la población de Groenlandia, o aproximadamente entre 44 000 y 50 000 personas se identifican como inuit.

## Regiones
Como el 84 % de la superficie de Groenlandia está cubierta por la  una capa de hielo, los kalaallits viven en tres regiones: Polar, Oriental y Occidental. En la década de 1850, algunos inuit canadienses emigraron a Groenlandia y se unieron a las comunidades inuit polares.
Los inuits orientales, o tunumiits, viven en una zona con el clima más suave, un territorio llamado Ammassalik. Pueden cazar mamíferos marinos desde kayaks durante todo el año.
Los inuits del noreste de Groenlandia se han extinguido. Douglas Charles Clavering (1794-1827) se encontró con un grupo de doce inuits, entre ellos hombres, mujeres y niños, en la isla Clavering en agosto de 1823. Hay muchos restos de antiguos asentamientos inuits en diferentes lugares de la zona, ahora desolada, pero la población se extinguió antes de mediados del siglo XIX.

## Arte
Los kalaallits tienen una fuerte tradición artística basada en la costura de pieles de animales y la fabricación de máscaras. También son conocidos por una forma de arte de figuras llamada tupilaq, u «objeto del espíritu maligno». Las prácticas artísticas tradicionales prosperan en los ammassaliks. El marfil de cachalote sigue siendo un material apreciado para la talla.